# 陳君範
陳君範（ちん くんはん、生没年不詳）は、南朝陳の皇族。

## 経歴
陳の鄱陽王陳伯山の長男として生まれた。太建年間、鄱陽国世子となった。まもなく貞威将軍・晋陵郡太守となった。永新侯の爵位を受けた。禎明3年（589年）、父が死去したが、君範が爵位を嗣がないうちに隋軍の襲撃を受けた。君範は晋陵郡から呉州の蕭瓛のもとに逃れた。隋の宇文述に敗れて、君範は会稽郡で降った。関中に連行され、長安に到着すると、隋の文帝は陳の皇族たちを隴右や河西の諸州に移住させ、田地を給与して生業につかせた。君範は尚書僕射の江総と仲が良かったため、江総は君範に五言詩を書いて贈り、離別の意を表した。その文辞は痛切で、当時の文士たちはこれを愛唱した。大業2年（606年）、隋の煬帝が陳の後主の六女の陳婤を貴人として寵愛するようになると、陳氏の子弟をみな長安に召還して、かれらを地方の守宰として任用した。この年、君範は温県県令となった。

## 伝記資料
- 『陳書』巻28 列伝第22
- 『南史』巻65 列伝第55